# Diplophos
Diplophos ist eine Gattung von Tiefseefischen aus der Ordnung der Maulstachler (Stomiiformes), die in allen Weltmeeren in Tiefen bis maximal 2000 Metern vorkommt. 

## Merkmale
Wie die meisten Maulstachler haben Diplophos-Arten einen sehr langgestreckten Körper. Sie sind relativ groß und erreichen Standardlängen von 15 bis 32 Zentimeter. Die Rückenflosse ist kurz, die Afterflosse relativ lang. Eine Fettflosse fehlt. Die Fische sind beschuppt. Eine Pseudobranchie ist vorhanden. Der Gaumen (Gaumenbein, Pflugscharbein, Flügelbein) ist bezahnt. Die Zunge kann mit Zähnen versehen sein oder auch nicht. Leuchtorgane sind vorhanden. Sie reichen im unteren Bereich des Rumpfes bis hinter die Afterflosse. Am Kopf befinden sich Leuchtorgane in der Nähe der Augen sowie an der Spitze des Unterkiefers.

## Systematik
Die Gattung Diplophos wurde 1873 durch den deutschen Zoologen Albert Günther zusammen mit ihrer Typusart erstmals wissenschaftlich beschrieben. Sie wird in die Familie der Borstenmäuler (Gonostomatidae) gestellt, die gegenwärtig acht Gattungen umfasst. Diese Zuordnung ist jedoch nicht sicher. Einer im Jahr 2024 veröffentlichten Studie über die Evolution der Maulstachler zufolge ist die Gattung Diplophos systematisch eher isoliert, aber näher mit den Tiefsee-Beilfischen (Sternoptychidae) und Stomiidae verwandt als mit den Borstenmäulern. Sollte sich dies bestätigen, so müsste die Gattung in eine eigenständige Familie gestellt werden. Dafür steht die Bezeichnung Diplophidae (gegenwärtig ein Synonym von Gonostomatidae) zur Verfügung, die schon 1925 durch den US-amerikanischen Zoologen Henry Weed Fowler als Unterfamilie Diplophinae eingeführt wurde.

## Arten
Es gibt sechs Diplophos-Arten:

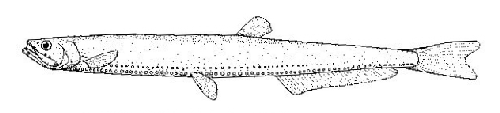
Diplophos rebainsi

- Diplophos australis Ozawa, Oda & Ida, 1990
- Diplophos orientalis Matsubara, 1940
- Diplophos pacificus (Mukhacheva, 1964)
- Diplophos rebainsi Krefft & Parin, 1972
- Diplophos taenia Günther, 1873
- Diplophos vicinia Koefed & Ho, 2019